# Ольвера, Осмар
Осмар Ольвера Ибарра (исп. Osmar Olvera Ibarra; род. 5 июня 2004[…], Мехико) — мексиканский прыгун в воду, серебряный и бронзовый призёр летних Олимпийских игр 2024 года, двукратный чемпион мира 2024 и 2025 годов, трёхкратный чемпион Панамериканских игр 2023 года, призёр чемпионатов мира.

## Биография
Осмар Ольвера родился в 2004 году в Мехико.
В 2023 году стал серебряным призёром чемпионата мира в прыжках с трёхметрового трамплина и с метрового трамплина.
На Панамериканских играх в Сантьяго завоевал три золотые медали.
В Дохе, в 2024 году, на чемпионате мира стал бронзовым призёром в прыжках с трёхметрового трамплина и чемпионом мира в прыжках с метрового трамплина.
На летних олимпийских играх в Париже, в синхронных прыжках с трёхметрового трамплина стал серебряным призёром олимпийского турнира. Его партнёром был Хуан Мануэль Селая, а итоговый результат составил — 444,03 балла. В индивидуальных прыжках с трёхметрового трамплина он завоевал бронзовую медаль, уступив только двум китайским спортсменам.
На чемпионате мира 2025 года в Сингапуре завоевал три серебряные медали: в смешанных командных соревнованиях, на метровом трамплине и в синхронных прыжках с трёхметрового трамплина. Стал чемпионом мира в прыжках с трёхметрового трамплина. 